# Roche Abbey
Roche Abbey (Rupes) ist eine ehemalige Zisterziensermönchsabtei in Maltby in South Yorkshire in England in dem vom Bach Maltby Beck gebildeten felsigen Tal, rund 11 km östlich von Rotherham und 15 km nordnordöstlich von Worksop.

## Geschichte
Das Kloster wurde 1147 gemeinsam von Richard de Busli, dem Herrn von Maltby, und Richard fitzTurgis, dem Herrn von Hooten, als Tochterkloster von Newminster Abbey in Northumberland, einem Tochterkloster von Fountains Abbey, das selbst der Filiation der Primarabtei Clairvaux entstammte, gestiftet. Es wurde 1538 aufgelöst, als es noch 18 Mönche zählte, und kam an William Ramsden und Thomas Vavasour. Anschließend erfolgte ein weitgehender Abbruch. im 18. Jahrhundert wurde der Klosterbereich von Capability Brown auf Veranlassung des vierten Earl of Scarborough neu modelliert; dabei erfolgten weitere Abbrüche. Heute wird die Ruine von English Heritage betreut.

## Bauten und Anlage
Von der um 1170 errichteten Kirche sind lediglich die Ruinen der Ostseiten der Querschiffe gut erhalten, die Säulen des Langhauses nur in geringer Höhe, jedoch haben sich Teile der originalen Pflasterung erhalten. Der Grundriss der Anlage ist gut erschlossen und im Gelände sichtbar. Die dreischiffige Kirche mit einem Langhaus zu acht Jochen, einem Querhaus mit je zwei Nebenkapellen im Osten jedes Flügels und einem rechteckig geschlossenen Chor lag im Norden der Anlage, die regelmäßige Klausur südlich davon, wobei sich das Refektorium und ein weiterer Raum bis über den Maltby Beck erstreckten, südlich dessen die Krankenhäuser, das Abtshaus und die Abtsküche lagen. Die Kirche wurde in entwickeltem gotischem Stil errichtet. Erhalten ist weiter das Torhaus.